# 贺桂华 (监利人)
贺桂华（？—）女，湖北省监利市人，中华人民共和国农民，第六届全国人大代表。

## 生平
中共十一届三中全会之后，中华人民共和国全国农村仿照安徽省凤阳县小岗村的作法，分田到户，推行农村土地承包责任制，农民种田积极性高涨。1980年代后期，在农民中开始出现种粮、养殖大户，全国出了种粮状元杨小运，监利县出了种粮专业户贺桂华。贺桂华和父亲种植了上百亩湖田，成为湖北省知名的种粮专业户。贺桂华还当选为第六届全国人大代表，成为当时全国最年轻的全国人大代表。